# Rachel Cusk
Rachel Cusk, née le 8 février 1967 à Saskatoon, au Canada, est une écrivaine britannique.

## Biographie
Née en 1967, deuxième des quatre enfants d'une famille installée provisoirement en Saskatchewan, elle vit une partie de son enfance à Los Angeles où ses parents ont déménagé, avant de retourner en Angleterre à l'âge de neuf ans. Elle poursuit sa scolarité dans un pensionnat à Cambridge, puis étudie la langue anglaise au New College de l'université d'Oxford. Après l'obtention de son diplôme, elle travaille chez un agent littéraire londonien.
En 1993, elle publie son premier roman, Saving Agnes, qui remporte le Whitbread First Novel Award. The Country Life (1997) est lauréat du prix Somerset-Maugham 1998.  
En 2001, son essai sur l'expérience de la maternité, A Life's Work: On Becoming a Mother, suscite de nombreuses critiques. Prenant le contre-pied d'une vision positive de la maternité, elle parle de son expérience et de l'impact de cet événement sur sa vie.
Dans son roman The Lucky Ones (2003), elle a recours à une série de cinq histoires, vaguement reliées par l'expérience parentale, pour écrire les transformations de la vie, ce qui sépare de ceux qui s'aiment et ce qui rattache à ceux avec qui le contact est perdu.
En 2003, le magazine Granta la désigne parmi les vingt meilleurs jeunes romanciers britanniques.
Son plus gros succès de librairie demeure Arlington Park (2006), roman adapté au cinéma par Isabelle Czajka en 2013 sous le titre La Vie domestique.

## Œuvre

### Romans
- Saving Agnes (1993)
- The Temporary (1995)
- The Country Life (1997)
- The Lucky Ones (2003)
- In the Fold (2005) Publié en français sous le titre Egypt Farm, traduit par Justine de Mazères, Paris, Éditions de l'Olivier, 2008  (ISBN 9782879295138) ; réédition sous le titre Bienvenue à Egypt Farm, Paris, Points no P2326, 2010  (ISBN 978-2-7578-1512-0)
- Arlington Park (2006) Publié en français sous le titre Arlington Park, traduit par Justine de Mazères, Paris, Éditions de l'Olivier, 2007  (ISBN 9782879295749) ; réédition sous le titre La Vie domestique : Arlington Park, Paris, Points no P1980, 2008  (ISBN 978-2-7578-1006-4)
- The Bradshaw Variations (2009) Publié en français sous le titre Les Variations Bradshaw, traduit par Céline Leroy, Paris, Éditions de l'Olivier, 2010  (ISBN 9782879296531) ; réédition, Paris, Points no P2570, 2011  (ISBN 978-2-7578-2167-1)
- Second Place (2021) Publié en français sous le titre La Dépendance, traduit par Blandine Longre, Paris, Éditions Gallimard, 2022  (ISBN 978-2-07-298561-4)
- Parade (2024) Publié en français sous le titre Parade, traduit par Blandine Longre, Paris, Éditions Gallimard, 2024  (ISBN 978-2-07-306329-8)

#### Trilogie Outline
- Outline (2014) Publié en français sous le titre Disent-ils, traduit par Céline Leroy, Paris, Éditions de l'Olivier, 2016  (ISBN 978-2-8236-0501-3)
- Transit (2016)Publié en français sous le titre Transit, traduit par Cyrielle Ayakatsikas, Paris, Éditions de l'Olivier, 2018  (ISBN 978-2-8236-1075-8)
- Kudos (2018)Publié en français sous le titre Kudos, traduit par Cyrielle Ayakatsikas, Paris, Éditions de l'Olivier, 2020  (ISBN 978-2-8236-1352-0)

### Essais, mémoires
- A Life's Work: On Becoming a Mother (2001)
- The Last Supper: A Summer in Italy (2009)
- Aftermath: On Marriage and Separation (2012) Publié en français sous le titre Contrecoup : sur le mariage et la séparation, Paris, Éditions de l'Olivier, 2013  (ISBN 9782823600476) ; réédition, Paris, Points no P3293, 2014  (ISBN 978-2-7578-4330-7)

### Théâtre
- Medea (2015)

## Adaptation cinématographique
- 2013 : La Vie domestique, film français réalisé par Isabelle Czajka, adaptation du roman Arlington Park, avec Emmanuelle Devos

## Prix et distinctions
- Whitbread First Novel Award en 1993, pour Saving Agnes
- Prix Somerset-Maugham (en) en 1997, pour The Country Life
- Sélectionnée pour le Whitbread Novel Award, en 2003 pour The Lucky Ones
- Sélectionnée pour le Orange Prize for Fiction, en 2007 pour Arlington Park
- Finaliste Prix du Gouverneur général : romans et nouvelles de langue anglaise 2021[6] pour Second Place
- Prix Femina Etranger 2022 pour La Dépendance, traduit par Blandine Longre[7]

## Sources et références
- (en) Cet article est partiellement ou en totalité issu de l’article de Wikipédia en anglais intitulé « Rachel Cusk » (voir la liste des auteurs).

1. ↑  « https://norman.hrc.utexas.edu/fasearch/findingAid.cfm?eadid=01339 » (consulté le 1er septembre 2021)
2. 1 2 3 4 5 6 7  « Rachel Cusk », sur Elle
3. ↑  (en + fr) Elke D’Hoker, « Linked Stories, Connected Lives: The Lucky Ones as Short Story Cycle », E-rea,‎ 2013 (DOI 10.4000/erea.3230, lire en ligne)
4. ↑  Florence Noiville, « Rachel Cusk : tout pour être heureuses », Le Monde,‎ 30 août 2007 (lire en ligne)
5. ↑  Franck Nouchi, « La Vie domestique : 24 heures dans la vie d'une femme au foyer », Le Monde,‎ 1er octobre 2013 (lire en ligne)
6. ↑  Finalistes Prix du Gouverneur général 2021, sur le site officiel livresgg.ca.
7. ↑  Éric Dupuy, « Claudie Hunzinger, Rachel Cusk et Annette Wieviorka primées au Femina 2022 », sur livreshebdo.fr, 7 novembre 2022 (consulté le 29 janvier 2024).